# Friedrich Klincksieck (Verleger)
Friedrich Klincksieck (1813–1874) war ein Buchhändler und Verleger, der mit Éditions Klincksieck in Paris einen angesehenen Verlag für wissenschaftliche Werke aufbaute.

## Leben und verlegerisches Wirken
Friedrich Klincksieck erwarb 1842 das ausländische Sortimentsgeschäft der internationalen Buchhandlung Treuttel & Würtz. Klincksieck war zuvor bereits 14 Jahre im Buchhandel tätig gewesen (u. a. in Nürnberg, Frankfurt, Breslau und Paris). Buchhändlerische Erfahrung hatte Klincksieck seit 1828 bei Carl Christian Jügel in Frankfurt am Main und bei Johann Gottlieb Korn in Breslau gesammelt. Die internationale Buchhandlung Treuttel & Würtz hatte Buchhandlungen in London und Straßburg. Sie importierte deutsch- und englischsprachige wissenschaftliche Werke für französische Leser und exportierte französisch- und englischsprachige Werke nach Deutschland.
Friedrich Klincksieck spezialisierte sich auf die Veröffentlichung wissenschaftlicher Werke. Im Jahr 1845 hatte er die "Revue de philologie, de littérature et d'histoire anciennes" von Léon Renier in das Verlagsprogramm aufgenommen. 1859 führte Klincksieck den „Lese-Cirkel für die neueste deutsche Unterhaltungsliteratur“, welcher einen wichtigen Treffpunkt für Deutsche in Paris darstellte. Ab 1867 wurde er Buchhändler des Institut national des Sciences et Arts. Édouard Tournier, Dozent an der École normale supérieure und Direktor für griechische Philologie an der École pratique des hautes études, bat Charles Klincksieck (1844–1932), Sohn von Friedrich Klincksieck, der Herausgeber zu sein, und dieser stimmte unter der Bedingung zu, den Titel der "Revue de philologie", die seit mehreren Jahren nicht mehr erschien, wieder aufzunehmen. Unter seiner Leitung und der seiner Nachfolger entwickelte sich der Verlag Klincksieck zu einer der führenden Adressen für wissenschaftliche Literatur in Europa. Klincksieck verlegte zahlreiche bedeutende Werke in den Geistes- und Sozialwissenschaften, darunter Gaston Paris’ "La Littérature française au Moyen Âge", eine umfassende Studie über die französische Literatur des Mittelalters.
Sein Sohn Friedrich Klincksieck  (1860–1928) war als Philologe und Romanist tätig.